# Bulbophyllum alatum
Bulbophyllum alatum là một loài phong lan thuộc chi Bulbophyllum.